# Cicurina anhuiensis
Cicurina anhuiensis là một loài nhện trong họ Dictynidae.
Loài này thuộc chi Cicurina. Cicurina anhuiensis được Jun Chen miêu tả năm 1986.